# Devon Petersen
Devon Petersen (Fokváros, 1986. június 4. –) dél-afrikai dartsjátékos. 2009-től a Professional Darts Corporation tagja. Beceneve "The African Warrior".

## Pályafutása

### PDC
Petersen első világbajnokságára 2011-ben tudott kijutni a PDC-nél. A vb-t a selejtezőben kezdte meg, ahol 4–3-as győzelmet szerzett Norman Madhoo ellen. Az első fordulóban Jamie Cavennel találkozott, akitől végül 3–1-es vereséget szenvedett.
2011-ben megszerezte a PDC versenyein való induláshoz szükséges Tour Card-ot a Qualifying School második napján elért elődöntőjével. Még ebben az évben sikerült az előző évhez hasonlóan megnyernie a South African Open-t, amivel másodszor is kvalifikálni tudta magát a világbajnokságra. A 2012-es világbajnokságot is a selejtező körben kezdte meg, ahol ezúttal José Oliveira de Sousa-t verte 4–3-ra. Az első körben az angol Steve Brown volt az ellenfele, akit 2–0-ás hátrányból legyőzött és végül 3–2-re megnyerte a mérkőzést. A második fordulóban a skót Gary Andersonnal küzdött meg a továbbjutásért, de végül 4–2-re alulmaradt a skóttal szemben.
Petersen 2013-ban nem jutott ki a vb-re, de 2014-ben részt vehetett harmadik világbajnokságán. Ezen a vb-n az első körben Steve Beatont győzte le 3–1-re, majd a második kört is sikerrel vette Justin Pipe ellen. A harmadik körben az angol James Wade-del találkozott, akit végül már nem tudott legyőzni és 4–0-ás vereséget szenvedett. 
Petersennek ezután három évet kellett várni a következő világbajnoki szereplésére, amely nem sikerült számára túl sikeresen, mert az első fordulóban 3–1-es vereséget szenvedett Steve Beatontól. A következő vb-n is az első körben búcsúzott a vb-től, ezúttal Darren Websternek sikerült legyőznie őt.

## Világbajnoki szereplései

### PDC
- 2011: Első kör (vereség  Jamie Caven ellen 1–3)
- 2012: Második kör (vereség  Gary Anderson ellen 2–3)
- 2014: Harmadik kör (vereség  James Wade ellen 0–4)
- 2017: Első kör (vereség  Steve Beaton ellen 1–3)
- 2018: Első kör (vereség  Darren Webster ellen 2–3)
- 2019: Negyedik kör (vereség  Nathan Aspinall ellen 3–4)
- 2020: Első kör (vereség  Luke Humphries ellen 1–3)
- 2021: Negyedik (vereség  Gary Anderson ellen 0–4)
- 2022: Második kör (vereség  Raymond Smith ellen 0–3)

## Tornagyőzelmei

### PDC
European Tour Events
- German Darts Championship: 2020

### Egyéb tornagyőzelmek
- PDC World South Africa Qualifying Event: 2010, 2011, 2013
- PDC World Africa Qualifying: 2018, 2019
- Darts At Home week 1: 2020
- South African Masters: 2011
- ADC Global Championship: 2024